# Kengo Mashimo
Kengo Mashimo (真霜拳號, Mashimo Kengo) (né le 25 novembre 1978 est un catcheur (lutteur professionnel) japonais, qui est principalement connu pour son travail à la Michinoku Pro Wrestling.

## Carrière de catcheur
Le 7 septembre 2012, il a commence à travailler pour la New Japan Pro Wrestling, rejoignant le groupe Suzuki-gun, qui comprend également son entraîneur Taka Michinoku. Lors de Destruction 2012, il perd contre Togi Makabe. Le 15 novembre, il participe au NEVER Openweight Championship Tournament, et après des victoires sur Bushi et Ryusuke Taguchi, il a été éliminé du tournoi en demi - finale le 19 novembre par Karl Anderson. Il participe ensuite au World Tag League 2012 avec Minoru Suzuki, mais ils ne remportent que trois matchs pour trois défaites,. Lors de The New Beginning 2013, il perd contre le IWGP Intercontinental Champion Shinsuke Nakamura.
Au début de 2014, il commence à travailler régulièrement pour la All Japan Pro Wrestling en tant que membre du groupe Dark Kingdom de Kenso.
Le 15 juin 2016, il perd contre Kento Miyahara et ne remporte pas le AJPW Triple Crown Heavyweight Championship.
Le 21 mai 2017, lui et Kai battent The Big Guns (The Bodyguard et Zeus) et remportent les AJPW World Tag Team Championship. Le 11 juin, ils perdent les titres contre The Big Guns.

## Palmarès
- All Japan Pro Wrestling
  - 1 fois AJPW World Tag Team Championship avec Kai

- Michinoku Pro Wrestling
  - 1 fois BJW World Tag Team Championship avec Madoka

- Global Professional Wrestling Alliance
  - Differ Cup Tag Team tournament (2007) avec Madoka

- Michinoku Pro Wrestling
  - 1 fois Chiba 6 Man Tag Team Championship avec Isami Kodaka et Taka Michinoku[12]
  - 1 fois Kitakami 6-Man Tag Team Championship avec Tank Nagai et Yuki Sato (actuel)[13]
  - 6 fois Strongest-K Championship (actuel)
  - 8 fois Strongest-K Tag Team Championship avec Kazma Sakamoto (2), Madoka (1), Daigoro Kashiwa (1), Hiroki (1), Taka Michinoku (1), Ryuichi Sekine (1), et Yuki Sato (1)
  - 2 fois UWA/UWF Intercontinental Tag Team Championship avec Kazma (1) et Kunio Toshima (1)
  - 3 fois WEW Hardcore Tag Team Championship avec Ryuichi Sekine (2) and Yoshiya (1)
  - Kaio Tournament (2013, 2014)
  - Kaientai Dojo Tag League avec Kunio Toshima (2004), Madoka (2007 et 2008), Ryuichi Sekine (2011), et Taka Michinoku (2012)
  - K-Survivor Tournament (2003) avec SUPER-X, Miyawaki, Kunio Toshima, Mike Lee, Jr. et Yuu Yamagata
  - K-Survivor Tournament (2015) avec Tank Nagai, Yuki Sato et Yuma[14]
  - Strongest-K Get (2005)
  - Strongest-K Tournament (2005, 2006, 2008)
  - Strongest-K Tag Team Tournament (2005) avec Kazma
  - Singles Match of the Year (2006) vs. Joe le 9 octobre

- Pro Wrestling Zero1
  - 1 fois NWA United National Heavyweight Championship

## Récompenses des magazines
- Pro Wrestling Illustrated

| Année | 2017 |
| ----- | ---- |
| Rang  | 228  |